# Xantho
Xantho är ett släkte av kräftdjur som beskrevs av Leach 1814. Xantho ingår i familjen Xanthidae.
Kladogram enligt Catalogue of Life och Dyntaxa:
| Xantho | \| \| Xantho granulicarpus \| \| \| \| \| \| Xantho incisus \| \| \| \| \| \| Xantho philipes \| \| \| \| \| \| Xantho pilipes \| \| \| \| \| \| Xantho poressa \| \| \| \| |
|        | \| \| Xantho granulicarpus \| \| \| \| \| \| Xantho incisus \| \| \| \| \| \| Xantho philipes \| \| \| \| \| \| Xantho pilipes \| \| \| \| \| \| Xantho poressa \| \| \| \| |
|        | Xantho granulicarpus |
|        | |
|        | Xantho incisus |
|        | |
|        | Xantho philipes |
|        | |
|        | Xantho pilipes |
|        | |
|        | Xantho poressa |
|        | |